# Bruno Lima (político)
Bruno Lima (São Paulo, 25 de agosto de 1986) é um delegado de polícia e político brasileiro, filiado ao Progressistas (PP). Atualmente é Deputado Federal.

## Início e carreira
Filho de Rosana Gomes de Oliveira, assessora jurídica, e Cassio Marcello de Lima, representante comercial, Bruno Marcello de Oliveira Lima nasceu e foi criado no bairro Jardim Peri, Zona Norte de São Paulo.  Aos 17 anos, ingressou no curso de Direito no Centro Universitário das Faculdades Metropolitanas Unidas. Especializou-se em Direito e Processo Penal na Universidade Presbiteriana Mackenzie. Foi aprovado no concurso público para delegado de polícia e tomou posse aos 26 anos de idade.
Tem projetos focados na proteção animal (como o PL 32/2020), no combate à violência doméstica (PL 36/2021), segurança pública, educação e esporte. É apoiador da Frente Parlamentar em Combate à Violência contra a Mulher, ao Feminicídio e aos Relacionamentos Abusivos  que discute os principais problemas relacionados à violência contra a mulher. Também é o idealizador do movimento Cadeia Para Maus-Tratos, que atua na conscientização da população para os bons-tratos aos animais e averiguando situações de risco. Foi membro efetivo da CPI de 2019 que investigou possíveis irregularidades nas vendas de animais no estado.
Foi o autor do Projeto de Lei 345, atualmente em tramitação, que visa incluir conteúdos de Direito dos Animais e Proteção Animal nos programas curriculares das escolas públicas estaduais. Além disso, criou a lei que garante o acesso à merenda escolar no período de férias, para estudantes do estado de São Paulo.
Nas eleições de 2022 foi eleito como deputado federal por São Paulo, com 461.217 votos, o quinto mais votado pelo estado. Se licenciou do mandato para ser secretário municipal de inovação e tecnologia da capital paulista.